# Peter Lakotta

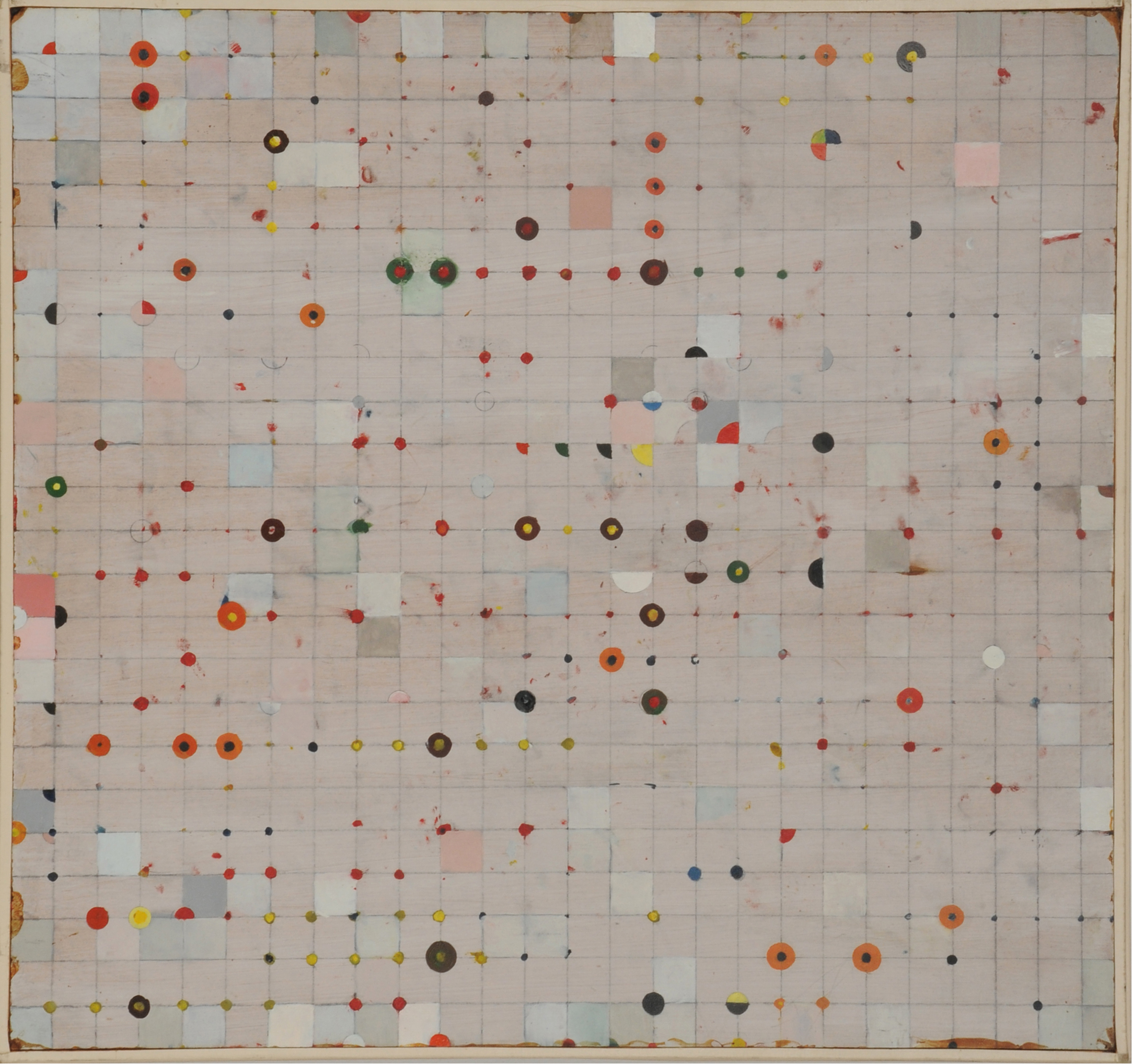
Farbiges Punktraster, Öl auf Hartfaser, 49 × 55 cm (1976)

Peter Lakotta (* 15. August 1933 in Hamburg; † 3. September 1991 in Kassel) war ein deutscher Maler und Keramiker des Informel. Er gehörte zum Künstlerkollektiv der Kasseler Schule für Keramik.

## Leben
Peter Lakotta wurde in Hamburg geboren. Er wuchs in Eberswalde/Brandenburg und Fritzlar in Hessen auf. Nach dem 1955 abgelegten Abitur an der dortigen König-Heinrich-Schule, an der Lakotta von dem dort als Kunsterzieher tätigen Erich Tursch beeinflusst wurde, studierte er von 1955 bis 1960 an der Staatlichen Hochschule für bildende Künste Kassel, Malerei beim documenta-Gründer Arnold Bode und Keramik als Meisterschüler bei Walter Popp. Er war an der Ausstellung Erster Deutscher Kunstpreis der Jugend 1959. Deutsche Kunst 1959 II der Staatlichen Kunsthalle Baden-Baden beteiligt. Im gleichen Jahr zeigte er Malerei in der als Rahmenprogramm zur documenta II vom Kunstverein Kassel veranstalteten Ausstellung Junge deutsche Maler.
Nach seinem Lehramtsreferendariat von 1960 bis 1962 in Marburg arbeitete er bis 1966 als Referent beim deutschen Rat für Formgebung. Von 1966 bis 1972 war er Kunsterzieher an der Kasseler Herderschule. Ab 1966 arbeitete er als freischaffender Künstler in Kassel. Überregional bekannt wurde er besonders durch seine Keramikarbeiten. Christa Moering zeigte 1981 in ihrer Wiesbadener Galerie Atelier Moering seine Ölbilder und Collagen.

## Werke in Sammlungen
Wichtige Keramiken von Peter Lakotta befinden sich in der Sammlung Moderne Keramik des 20. Jahrhunderts in Schloss Villa Ludwigshöhe in Edenkoben. Sie gehörten zur Sammlung von Lotte Reimers und Jakob Wilhelm Hinder im Museum für moderne Keramik in Deidesheim, die 1993 in den Bestand des Rheinischen Landesmuseum Trier und 2005 an den heutigen Standort gelangte. Aus der Deidesheimer Sammlung heraus wurde 1972 eine Vase als Beispiel für Lava- oder Tiger-Glasur auf der anlässlich der Olympiade 1972 im Münchener Haus der Kunst gezeigten Ausstellung Weltkulturen und moderne Kunst ausgestellt.